# Palazzo Belgramoni-Tacco
Palazzo Belgramoni-Tacco (Palača Belgramoni-Tacco in sloveno) è una storica dimora situata in via Boris Kidrič 19, nel centro storico della cittadina slovena di Capodistria. Ospita al suo interno il museo regionale di Capodistria.

## Storia
Il palazzo fu costruito all'inizio del XVII secolo e rappresenta un importante esempio di architettura manierista. L'edificio presenta un grande portale d'ingresso e, al piano superiore, delle quadrifore.
Dal primo dopoguerra ospita il museo civico storia ed arte diventato poi museo regionale nel 1967. Tra il 1981 ed il 1985 il palazzo fu restaurato.